# Rio Abadia
O rio Abadia é um curso de água que nasce perto da Batalha, passa por Alpedriz e Valado dos Frades onde desagua no rio Alcobaça.
Em 1747, o rio Abadia situava-se na Comarca de Leiria, no Patriarcado de Lisboa, província da Estremadura. Dividia a freguesia de Famalicão pela parte do Norte, e trazia a sua origem das partes da Vila de Alcobaça. Não era caudaloso, sendo por isso incapaz de embarcações. Criavam-se nele alguns peixes, como tainhas, eirózes, robaletes, e bodiões. Os moradores dos lugares por onde passava usavam livremente das águas deste rio para a cultura das suas terras. Antigamente passava-se em barca, mas em 1747 já existia uma ponte de pau. Conservava o mesmo nome, perdendo-o entrando no mar, junto à serra da Pescaria.